# Iontoforéza
Iontoforéza (iontophoresis, z řečtiny: ionto = iont, phorē = nést) je fyzikální metoda používaná v lékařství pro dopravu elektricky nabitých částic (iontů) do tkání. Tato metoda se využívá pro dopravu léčiv, při diagnostice nebo při terapii hyperhidrózy (nadměrného pocení).

## Léčba hyperhidrózy
Jde o klinickými studiemi ověřenou metodu, kdy na postižené místo (např. hlava, záda, hrudník, ruce, nohy, podpaždí, apod.) jsou přes látku napuštěnou vodou přiloženy elektrody a pak je aplikován elektrický proud o malé intenzitě. Končetiny je možné též ponořit do vaniček s vodou, ve které jsou umístěny elektrody. Ve většině případů dostačuje použití kohoutkové vody (v angličtině se tato celá metoda označuje tap-water iontophoresis), která má dostatek iontů pro vedení elektrického proudu. Prostřednictvím elektrod je ze zdroje konstantního proudu do kůže zaveden slabý kontrolovaný elektrický proud. V případě podpaží a dalších částí těla jsou k aplikaci určeny speciální elektrody a adaptéry.
Výsledky terapie se dostaví již po 1 až 3 týdnech používání (může ale být individuální) a efekt přetrvává i několik týdnů nebo měsíců. Poté stačí terapii zopakovat, což její účinky opět prodlouží.
Iontoforézou se lze bez problémů zbavit zpocených a studených dlaní rukou, chodidel, podpaží, pocení hlavy, zad i hrudníku. V podstatě se dá říci, že s vhodnými "adaptéry" se dá iontoforéza použít k odstranění nadměrného pocení kdekoliv na těle.